# Versant Object Database
Versant Object Database (известен още като VOD или просто Versant) е продукт предназначен за големи предприятия, който поддържа масивна конкурентност и големи набори от данни, създаден от „Versant Corporation“.
The Versant Object Database позволява на разработчиците използващи обектно-ориентирани езици за програмиране като Java, C# и C++ да използват операции с които да съхраняват информацията си като позволяват съответния език да бъде и основен език и за базата данни (Data Definition Language (DDL)).
Като цяло, с VOD се постига устойчивост, като се обявява списъка на класовете в модела, които ще бъдат устойчиви.
Допълнителни API-та съществуват, извън границите на простите операции, като осигуряват по-разширени възможности за решаването на практически проблеми, които се появяват когато занимават с оптимизация на производителността и мащаба на системи с гоялм обем данни, много потребители едновременно, латентност на мрежата, дискови затруднения и т.н.